# Sansibia boquetei
Sansibia boquetei is een zachte koraalsoort uit de familie Xeniidae. De koraalsoort komt uit het geslacht Sansibia. Sansibia boquetei werd in 1933 voor het eerst wetenschappelijk beschreven door Roxas. 